# Internazionale Comunista
L'Internazionale Comunista (IC), nota anche come Comintern o Terza Internazionale, fu l'organizzazione internazionale dei partiti comunisti attiva dal 1919 al 1943.

## Storia
Il Comintern sorse per iniziativa dei bolscevichi russi, con a capo Lenin, dopo la dissoluzione della Seconda Internazionale, causata dall'appoggio concesso dai partiti socialdemocratici tedesco e francese ai propri governi in occasione della prima guerra mondiale. Il I Congresso si tenne a Mosca nel marzo 1919 con lo scopo di sostenere il governo sovietico, favorire la formazione di partiti comunisti in tutto il mondo e diffondere la rivoluzione a livello internazionale.
Con il II Congresso del luglio–agosto 1920, al quale presero parte delegazioni provenienti da 37 nazioni, si tracciarono le basi e il programma dell'organizzazione, che ruotava attorno al nucleo della Rivoluzione mondiale. Il Comintern fu fin dall'inizio egemonizzato dai bolscevichi, come dimostra il fatto che la direzione dell'Internazionale fu affidata a un comitato esecutivo permanente con sede a Mosca. Fu inoltre caratterizzato dal netto rifiuto del riformismo socialdemocratico, secondo un percorso evolutivo già iniziato nel primo Novecento con la divisione tra socialismo riformista e socialismo rivoluzionario.
Dopo che in Europa erano nati i partiti comunisti tramite scissione da quelli socialisti, nel 1926 iniziò la stalinizzazione del Comintern, grazie all'imposizione della teoria del socialismo in un solo Paese, seguendo la quale il Partito Comunista dell'Unione Sovietica (PCUS) prendeva atto dell'isolamento dell'Unione Sovietica (URSS) rispetto al resto del mondo e abbandonava, seppur non esplicitamente, la lotta per estendere la rivoluzione comunista a tutto il mondo in favore dello sviluppo economico e sociale della sola URSS. In tale contesto si ebbe una netta contrapposizione tra lo stalinismo e la dottrina ad esso contrapposta, ovvero il trockismo, che difendeva l'impostazione iniziale dell'Internazionale, definita nei suoi primi quattro congressi.
A causa dei conflitti interni al gruppo dirigente del PCUS e alla subordinazione delle esigenze dei diversi partiti comunisti nazionali agli interessi dell'URSS, l'azione del Comintern andò progressivamente indebolendosi. Il 15 maggio 1943 il Comitato esecutivo dell'Internazionale Comunista propose lo scioglimento del Comintern tramite una risoluzione che proclamava il compimento della missione storica dell'organizzazione e certificava la raggiunta maturità del movimento comunista, che superava la necessità di una direzione centralizzata. Dietro la decisione, che divenne effettiva il successivo 10 giugno, vi era però soprattutto la volontà di Iosif Stalin di lanciare un segnale di moderazione agli alleati occidentali, impegnati a fianco dell'Unione Sovietica nella seconda guerra mondiale.
Da allora il PCUS tenne i rapporti con i partiti comunisti del resto del mondo tramite il Dipartimento internazionale del proprio Comitato centrale, mentre tra il 1947 e il 1956 fu attiva una nuova organizzazione sovranazionale comunista, il Cominform (per esteso Ufficio d'informazione dei partiti comunisti e operai). Successivamente si sviluppò anche il sistema delle Conferenze internazionali dei partiti comunisti.

## Condizioni di ammissione
La Terza Internazionale impose l'accettazione di ventuno condizioni (i cosiddetti «21 punti») a tutti i partiti che ne volessero fare parte. In gran parte ispirate da Vladimir Lenin, esse vennero adottate formalmente il 7 agosto 1920 durante il II Congresso del Comintern.
1. Tutta l'attività di propaganda e di agitazione deve essere di natura autenticamente comunista e conforme al programma e alle decisioni dell'Internazionale Comunista. Tutta quanta la stampa di partito deve essere sotto la direzione di comunisti fidati che abbiano dato prova di devozione alla causa del proletariato. La dittatura del proletariato non dev'essere considerata semplicemente come formula d'uso corrente meccanicamente appresa; bisogna propugnarla in modo da renderne comprensibile la necessità a qualsiasi comune operaio od operaia, ad ogni soldato e contadino, partendo dai fatti della loro vita di tutti i giorni, che bisogna riferire e utilizzare quotidianamente nella nostra stampa. I periodici e le altre pubblicazioni, e tutte le case editrici del partito, devono essere completamente subordinate al praesidium del partito, indipendentemente dal fatto che in quel dato momento il partito sia legale o clandestino. Non bisogna permettere che le case editrici abusino della propria indipendenza e portino avanti una linea politica che non sia in assoluta armonia con la linea politica del partito. Negli articoli del giornale, nelle assemblee popolari, nei sindacati e nelle cooperative, ovunque gli aderenti all'Internazionale Comunista siano presenti, è necessario denunziare, sistematicamente ed implacabilmente, non soltanto la borghesia, ma anche i suoi servi, i riformisti di ogni sfumatura.
2. Qualsiasi organizzazione che voglia aderire all'Internazionale Comunista deve rimuovere, sistematicamente, i riformisti e i centristi da tutti gli incarichi di responsabilità all'interno del movimento operaio (organizzazioni di partito, comitati di redazione, sindacati, gruppi parlamentari, cooperative, organi di governo locali) e sostituirli con comunisti collaudati, anche se, soprattutto all'inizio, sarà necessario sostituire degli opportunisti "esperti" con dei semplici lavoratori di base.
3. Praticamente in tutti i paesi d'Europa e d'America la lotta di classe sta entrando nella fase della guerra civile. In questa situazione i comunisti non possono assolutamente contare sulla legalità borghese. Essi sono costretti a creare ovunque un'organizzazione clandestina parallela che nel momento decisivo aiuterà il partito a fare il suo dovere per la rivoluzione. In tutti i paesi in cui i comunisti non sono in grado di operare legalmente, a causa dello stato d'assedio o di leggi d'emergenza, è assolutamente indispensabile affiancare al lavoro legale quello clandestino.
4. Il dovere di divulgare le idee comuniste include il preciso dovere di portare avanti un'attività di propaganda sistematica ed energica nell'esercito. Laddove tale opera di agitazione sia impedita dalle leggi d'emergenza, bisogna portarla avanti clandestinamente. Il rifiuto d'assumersi un compito di questo genere equivarrebbe al ripudio del dovere rivoluzionario ed è incompatibile con l'appartenenza all'Internazionale Comunista.
5. Bisogna fare opera d'agitazione sistematica e programmata nelle campagne. La classe operaia non può consolidare la propria vittoria se con la propria linea politica non si è assicurato l'appoggio di almeno parte del proletariato rurale e dei contadini più poveri, e la neutralità di parte della popolazione rurale rimanente. Attualmente l'attività comunista nelle zone rurali va acquistando un'importanza di primo piano. Bisogna portarla avanti soprattutto valendosi dell'aiuto dei lavoratori comunisti urbani e rurali che hanno stretti rapporti con le campagne. Il trascurare questo lavoro o l'abbandonarlo nelle mani malfide dei semiriformisti equivale alla rinuncia alla rivoluzione proletaria.
6. Ogni partito che voglia aderire all'Internazionale Comunista è tenuto a smascherare non soltanto il socialpatriottismo dichiarato, ma anche la falsità e l'ipocrisia del socialpacifismo; a rammentare sistematicamente ai lavoratori che senza l'abbattimento rivoluzionario del capitalismo nessuna corte internazionale d'arbitrato, nessun accordo per la limitazione degli armamenti, nessuna riorganizzazione "democratica" della Società delle Nazioni, potrà impedire delle nuove guerre imperialistiche.
7. I partiti che vogliono aderire all'Internazionale Comunista sono tenuti a riconoscere la necessità di una frattura completa ed assoluta con il riformismo e con la linea politica del "centro", e a propugnare il più diffusamente possibile questa frattura tra i propri membri. Senza di ciò non è possibile nessuna linea politica coerentemente comunista. L'Internazionale Comunista esige assolutamente e categoricamente che si operi tale frattura il più presto possibile. L'Internazionale Comunista non può accettare che dei noti opportunisti, come Turati, Modigliani, Kautsky, Hilferding, Hillquit, Longuet, MacDonald, ecc. abbiano il diritto di apparire quali membri dell'Internazionale Comunista. Ciò non potrebbe non portare l'Internazionale Comunista ad assomigliare per molti aspetti alla Seconda Internazionale, che è andata in pezzi.
8. Per i partiti dei paesi la cui borghesia possiede delle colonie ed opprime altre nazioni è necessario tenere un atteggiamento particolarmente esplicito e chiaro sulla questione delle colonie e dei popoli oppressi. Ogni partito che voglia aderire all'Internazionale Comunista è tenuto a smascherare i trucchi e gli inganni dei "propri" imperialisti nelle colonie, ad appoggiare non solo a parole ma con i fatti ogni movimento di liberazione nelle colonie, ad esigere che i propri imperialisti vengano espulsi da tali colonie, ad instillare nei lavoratori del proprio paese un atteggiamento di autentica fratellanza nei confronti dei lavoratori delle colonie e dei popoli oppressi, e a fare sistematicamente opera d'agitazione tra le truppe del proprio paese perché non collaborino all'oppressione dei popoli coloniali.
9. Ogni partito che voglia aderire all'Internazionale Comunista deve dare attività sistematica e durevole nei sindacati, nei consigli operai e nei comitati di fabbrica, nelle cooperative e nelle altre organizzazioni di massa dei lavoratori. Bisogna costituire all'interno di tali organizzazioni delle cellule comuniste che attraverso un'opera costante ed indefessa conquistino alla causa del comunismo i sindacati, ecc. Nel corso del proprio lavoro quotidiano le cellule debbono smascherare ovunque il tradimento dei socialpatrioti e l'instabilità del "centro". Le cellule comuniste debbono essere completamente subordinate al partito nel suo complesso.
10. Ogni partito appartenente all'Internazionale Comunista è tenuto ad ingaggiare una lotta inesorabile contro l'"Internazionale" di Amsterdam dei sindacati gialli. Deve propagandare con il massimo vigore tra i sindacalisti la necessità di una rottura con l'Internazionale gialla di Amsterdam. Deve fare tutto il possibile per appoggiare l'Associazione internazionale dei sindacati rossi, aderente alla Internazionale Comunista, in via di formazione.
11. I partiti che vogliono aderire all'Internazionale Comunista sono tenuti a sottoporre a revisione i componenti dei propri gruppi parlamentari e a destituire tutti gli elementi infidi, a far sì che tali gruppi siano subordinati al praesidium del partito non soltanto a parole ma nei fatti, esigendo che ogni singolo parlamentare comunista subordini tutta la sua attività agli interessi di una propaganda e di un'agitazione autenticamente rivoluzionarie.
12. I partiti appartenenti all'Internazionale Comunista debbono basarsi sul principio del centralismo democratico. Nell'attuale momento di aspra guerra civile, il Partito comunista potrà assolvere al proprio compito soltanto se la sua organizzazione sarà il più possibile centralizzata, se si imporrà una disciplina ferrea, e se la centrale del partito, sorretta dalla fiducia degli iscritti, avrà forza ed autorità e sarà dotata dei più vasti poteri.
13. I partiti comunisti dei paesi in cui i comunisti operano nella legalità ogni tanto debbono intraprendere un'opera di epurazione (reiscrizione) tra i membri del partito per sbarazzarsi di tutti gli elementi piccolo borghesi che vi siano infiltrati.
14. Ogni partito che voglia aderire all'Internazionale Comunista è tenuto ad appoggiare incondizionatamente tutte le repubbliche sovietiche.
15. I partiti che mantengono ancora i vecchi programmi socialdemocratici sono tenuti a sottoporli a revisione quanto prima possibile, e a redigere, tenendo conto delle particolari condizioni del loro paese, un nuovo programma comunista che sia conforme ai deliberati dell'Internazionale Comunista. Di regola il programma di ogni partito appartenente all'Internazionale Comunista dev'essere ratificato da un regolare congresso dell'Internazionale Comunista o dal Comitato Esecutivo. Se il programma di un partito non ottenesse la ratifica del CEIC, il partito in questione ha il diritto di appellarsi al congresso dell'Internazionale Comunista.
16. Tutti i deliberati dei congressi dell'Internazionale Comunista, così come i deliberati del suo Comitato Esecutivo, sono vincolanti per tutti i partiti appartenenti all'Internazionale Comunista. L'Internazionale Comunista, che opera in una situazione di aspra guerra civile, deve avere una struttura assai più centralizzata di quella della Seconda Internazionale. Naturalmente l'Internazionale Comunista e il suo Comitato Esecutivo debbono tener conto in tutte le proprie attività della diversità di situazioni in cui si trovano a lottare ed operare i singoli partiti, e debbono prendere delle decisioni vincolanti per tutti unicamente quando tali decisioni siano possibili.
17. A questo proposito, tutti i partiti che vogliono aderire all'Internazionale Comunista debbono cambiare nome. Ogni partito che voglia aderire all'Internazionale Comunista deve chiamarsi: Partito Comunista del tale paese (sezione dell'Internazionale Comunista). Il fatto del nome non è soltanto una questione formale, ma una questione squisitamente politica e di grande importanza. L'Internazionale Comunista ha dichiarato guerra a tutto il mondo borghese e a tutti i partiti della socialdemocrazia gialla. La differenza tra i partiti comunisti e i vecchi partiti "socialdemocratici" o "socialisti" ufficiali, che hanno tradito la bandiera della classe operaia, dev'essere resa comprensibile ad ogni semplice lavoratore.
18. Tutti i principali organi di stampa di partito di tutti i paesi sono tenuti a pubblicare tutti i documenti ufficiali importanti del Comitato Esecutivo dell'Internazionale Comunista.
19. Tutti i partiti appartenenti all'Internazionale Comunista e quelli che hanno fatto domanda d'ammissione sono tenuti a convocare al più presto, e in ogni caso entro quattro mesi dal secondo congresso dell'Internazionale Comunista, un congresso straordinario per esaminare tutte queste condizioni d'ammissione. A questo proposito tutte le centrali di partito devono provvedere a che i deliberati del secondo congresso dell'Internazionale Comunista siano rese note a tutte le organizzazioni locali.
20. I partiti che ora vogliono aderire all'Internazionale Comunista, ma che non hanno ancora cambiato radicalmente la loro vecchia strategia, prima di entrare nell'Internazionale Comunista debbono provvedere a che il loro comitato centrale e tutti gli organismi dirigenti centrali siano composti per non meno dei due terzi da compagni che già prima del secondo congresso propugnassero pubblicamente e inequivocabilmente l'entrata del proprio partito nell'Internazionale Comunista. Si possono fare delle eccezioni con il consenso del Comitato Esecutivo dell'Internazionale Comunista. Il CEIC ha anche il diritto di fare delle eccezioni nel caso dei rappresentanti del centro menzionati nel paragrafo 7.
21. I membri del partito che rifiutino in via di principio le condizioni e le tesi elaborate dall'Internazionale Comunista debbono essere espulsi dal partito. Lo stesso vale specialmente per i delegati ai congressi straordinari.

## Congressi
- I Congresso: Mosca, 2–6 marzo 1919
- II Congresso: Pietrogrado, 19 luglio e Mosca, 23 luglio–7 agosto 1920
- III Congresso: Mosca, 22 giugno–12 luglio 1921
- IV Congresso: Mosca, 5 novembre–5 dicembre 1922
- V Congresso: Mosca, 17 giugno–8 luglio 1924
- VI Congresso: Mosca, 17 luglio–10 settembre 1928
- VII Congresso: Mosca, 25 luglio–20 agosto 1935

## Rappresentanti del Partito Comunista d'Italia
- Egidio Gennari (1921–1922)
- Antonio Gramsci (1922–1923)
- Umberto Terracini (1926–1927)
- Mauro Scoccimarro (1927–1928)
- Palmiro Togliatti (1928–1929)
- Egidio Gennari (1929–1930)
- Angelo Tasca (1930–1931)
- Ruggero Grieco (1932–1934)
- Giuseppe Berti (?)
- Luigi Longo (?)